# Ciganska kri
»Ciganska kri« je skladba Ota Pestnerja iz leta 1991. Avtor glasbe je Oto Pestner, besedilo pa je napisal Ivan Sivec.

## Snemanje
Producenta sta bila Oto Pesnter in Tomaž Kozlevčar. Snemanje je potekalo v studi Metro. Skladba je izšla na istoimenskem albumu Ciganska kri pri založbi ZKP RTV Slovenija na kaseti in zgoščenki. 

## Zasedba

### Produkcija
- Oto Pestner – glasba, aranžma, producent
- Ivan Sivec – besedilo
- Tomaž Kozlevčar – aranžma, producent
- Peter Gruden – tonski snemalec

### Studijska izvedba
- Oto Pestner – vokal
- Ansambel Boruta Lesjaka – glasbena spremljava
- Grega Forjanič – akustična kitara, električna kitara
- Ivan Prešeren – trobenta
- Monika Skalar – godalni kvartet
- Karel Žužek – godalni kvartet
- Franc Avsenek – godalni kvartet
- Stane Demšar – godalni kvartet